# Серебряков, Дмитрий Семёнович
Дмитрий Семёнович Cеребряков (1761 или 1765  — 6 (18) января 1834) — государственный деятель, тайный советник. Член совета министра путей сообщения. Директор департамента мануфактур и внутренней торговли. Председатель комитета снабжения войск сукнами и московского отделения мануфактурного совета Министерства финансов. 

## Биография
Из казачьей семьи Войска Донского. В 1774/75—1779/80 академических годах с отличием учился в разночинном отделении гимназии при Московском университете. В торжественном публичном Акте университета от 30 июня (11 июля) 1779 награждён книгами за успехи в науках высшего российского класса, немецкого класса и класса фортификации и артиллерии. По экзаменам, переведён из класса «древностей, митологии, начал риторических и греческого синтаксического» магистра Д. Н. Синьковского в высший класс. В 1780 произведён в студенты юридического ф-та Московского ун-та. За успехи в науках, в 1783 награждён серебряной медалью юридического ф-та. В звании студента в 1784 определён к статской службе. В 1785 окончил университет и утверждён в чине коллежского регистратора.  
Масон. Во время учёбы в университете (1780—1783) участвовал (член 1-й степени) в работе масонской ложи профессора И. Е. Шварца и ложи Трёх знамён, основанной в 1779 году Петром Алексеевичем и Петром Петровичем Татищевыми.
В 1791—1794  — секретарь Конторы Боровицких порогов при главном директоре водяной коммуникации. Контора Боровицких порогов — учреждение по строительству и управлению водным сообщением Вышневолоцкой водной системы  на реке Мсте в районе Боровицких порогов, растянувшихся на 30 верст от района села Опеченского Посада до Боровичей. Учреждена при Петре I. Первоначально находилась в частной концессии (содержании) новгородского купца, самоучки-гидротехника М. И. Сердюкова. Пороги, на которых Мста изобиловала крупными плитами, валунами и камнями, практически выступавшими из-под воды, сильно мешали судоходству, в частности доставке леса, камня, железа, сена, хлеба, других материалов для строительства и товаров для снабжения С.-Петербурга. Для расчистки порогов в 1745—1748 годах были построены Уверская (на р. Увери в р-не Перелучей), Березайская (на р. Березайкев р-не Опеченского Посада) и Кемецкая (на р. Кемке в р-не Котлованова) плотины, позволившие осушить р. Мсту в этом районе и в течение 1748—1754 годов методом «сухой» чистки, при помощи взрывных работ, расчистить фарватер Мсты в районе Боровицких порогов. По решению Правительствующего Сената, Вышневолоцкая водная система в 1774 была выкуплена казной у наследников М. И. Сердюкова и вместе с Конторой Боровицких порогов перешла в ведение главного директора Водяных коммуникаций, введенную в 1773 должность при Сенате для государственного управления водными коммуникациями Вышневолоцкой системы. В июне 1785 императрица Екатерина II в сопровождении свиты лично посетила Вышний Волочек, Опеченский Посад и Боровичи с целью осмотра сооружений Вышневолоцкой системы и наблюдения за сплавом судов через Боровицкие пороги. 17 (28) июня 1785 в Новой Ладоге она дала указ главному директору водяной коммуникации ген.-поручику Н. П. Архарову о мерах по улучшению состояния Вышневолоцкой водяной системы, в том числе о необходимости переделки её плотин, шлюзов и др. гидротехнических сооружений из деревянных, пришедших в негодность, в гранитные. Эти работы были начаты в 1786 и закончены в 1796. Тогда же Серебряков показан секретарем канцелярии Конторы Боровицких порогов при директоре водных коммуникаций. Пожалован в чин коллежского асессора 20 (31) июля 1794, а в сентябре того же года пожалован орденом Святого Владимира 4 степени.
В 1795—1796 — коллежский асессор, секретарь Пограничного департамента штата генерал-фельдцейхместера графа П. А. Зубова. Пожалован надворным советником 27 июня (8 июля) 1796 и в следующем месяце женился.
В 1796—1797 — надворный советник, член Коммерц-коллегии, в 1797—1801 — член Мануфактур-коллегии. Пожалован «за усердную службу» коллежским советником 12 (23) января 1800.
В 1802 — помощник экспедитора (заместитель начальника экспедиции) в канцелярии Государственного (Непременного) Совета.
В 1803—1806 — экспедитор (начальник) 2-й экспедиции (спокойствия и благочиния), в 1807—1808  — начальник 1-го отделения 2-й экспедиции (государственного благоустройства) Департамента министра внутренних дел. Экспедиция государственного благоустройства ведала делами полиции городской и земской, губернским управлением, строительством публичных зданий. В той должности пожалован статским советником 24 июля (5 августа) 1803, в феврале 1806 за «отлично-усердную службу» награждён орденом Святой Анны 2 степени.
По той должности непосредственным начальником Серебрякова был директор (управляющий) 2-й экспедиции, действительный статский советник, статс-секретарь Государственного совета М. М. Сперанский. Мемуарист князь И. М. Долгоруков, знакомый с Серебряковым лично, писал о его службе в 1805—1808: «граф Кочубей делал честь своему сану паче многих. Канцелярия его наполнена была лучшими людьми в приказном разряде. Начальники столов и департаментов отличались дарованиями природы и навычным познанием своей обязанности. Сперанский, превосходный человек в гражданской работе, имел сотрудников замечательных в особах Серебрякова, Лубяновского и Магницкого. Отношении ко всем к ним были легки, свободны и приятны»
В 1808—1809 — правитель канцелярии главного директора водяных коммуникаций Д-та водяных коммуникаций М-ва коммерции, действительного тайного советника, графа Н. П. Румянцева. Канцелярия главного директора водяных коммуникаций (27.02.1797—16.07.1809) была образована для управления водяными коммуникациями всей империи. После создания Д-та водяных коммуникаций канцелярия была включена в его состав. Канцелярия рассматривала вопросы об улучшении существующих и устройстве новых водных коммуникаций, о строительстве гидротехнических сооружений, о правилах судоходства. Упразднена 16.07.1809. Дела канцелярии были переданы в Экспедицию водяных коммуникаций. Экспедиция водных коммуникаций (16.07.1809—20.11.1809) образована для управления водными путями сообщения страны. 30 сентября (12 октября) 1809 к ней была присоединена Экспедиция устроения дорог в государстве. Экспедиция заведовала благоустройством существовавших, проектированием и строительством новых водных путей сообщения, осуществляла надзор за соблюдением правил ремонтных и строительных работ и правил судоходства, проводила сбор сведений по гидрологии и статистике водяных коммуникаций, ведала устройством полицейского надзора на реках и каналах, наблюдала за состоянием и благоустройством сухопутных дорог (с 30.08.1809). С образованием 20 ноября (2 декабря) 1809 Главного управления водяных и сухопутных сообщений экспедиция была преобразована в Экспедицию путей сообщения Главного управления путей сообщения.
Указом от 19 (31) мая 1809 служащему по части водяных коммуникаций статскому советнику Серебрякову, за особенное усердие в исправлении возлагаемых должностей, всемилостивейше пожаловано в 12-летнее содержание без платежа кварты состоящее на таком же праве у инженер генерал-майора И. М. Гартинга, Подольской губернии, Литинского повета, староство Думенковское, которое и повелено отдать Серебрякову по истечении срока настоящему содержателю, а до того времени производить ему по 1500 руб. ассигнациями в год из Государственного казначейства.
В 1809—1810 — начальник 2-го разряда (отделения сухопутных сообщений) Экспедиции путей сообщения Главного управления водяных и сухопутных сообщений. С 10 (22) сентября 1810  по 4 (16) ноября 1819 — управляющий Экспедицией путей сообщения Главного управления водяных и сухопутных сообщений, и, одновременно, с 10 (22) сентября 1810 по 30 апреля (12 мая) 1816 — правитель канцелярии Совета путей сообщения, а с 30 апреля (12 мая) 1816 по 4 (16) ноября 1819 — непременный член Совета путей сообщения, с отчислением от должности правителя канцелярии Совета и оставлением должности управляющего Экспедицией путей сообщения.
Экспедиция путей сообщения (20.11.1809—28.05.1820) учреждена при главном директоре путей сообщения. Разделялась на три разряда. Первый разряд заведовал водными путями сообщения. Он состоял из трех отделений: хозяйственного, исполнительного и счетного. Второй разряд, начальником которого служил Серебряков, заведовал сухопутными путями сообщения. Состоял из одного отделения, которое производило прием сухопутных сообщений в ведение Главного управления из сферы действия губернских учреждений, наблюдало за состоянием дорог в государстве, руководило благоустройством действовавших и строительством новых дорог, ремонтом и строительством мостов и других технических средств на дорогах.  Третий разряд, ведавший торговыми портами, составлял особый стол. Он осуществлял надзор за содержанием гидротехнических сооружений, ведал их строительством в торговых портах, устройством подъездных путей к портовым территориям. При Экспедиции существовал архив, хранивший решенные дела. Экспедиция реорганизована в Департамент путей сообщения 28 мая (9 июня) 1820.
Совет водяных и сухопутных сообщений (20.11.1809—28.05.1820) — распорядительный (до 28.05.1820), совещательный (с 28.05.1820) орган при главе ведомства Путей сообщения, который являлся председателем совета. В период службы в ведомстве Серебрякова Совет ведал всеми вопросами и делами, касавшимися организации, устройства и управления водными и сухопутными путями сообщения, давал разрешение на производство ремонтных и строительных работ по ведомству, готовил заключения по текущим делам для визирования главным директором, руководил ведомством в отсутствие главного директора. Для занятий по делопроизводству в составе совета была учреждена канцелярия, которую и возглавил Серебряков.
В январе 1811 награждён орденом Святого Владимира 3 степени, пожалован в действительные статские советники 17 (29) ноября 1811. По представлению и. д. главного директора путей сообщения, инженер-генерала де Воллана, пожалован орденом Святой Анны 1 степени 2 (14) марта 1813 за «неутомимые труды, успешнейшее отправление дел и за содержание в полном порядке и устройстве как Экспедиции, так и канцелярии Совета Путей сообщения». Назначен присутствующим членом Совета путей сообщения 30 апреля (12 мая) 1816, с жалованием по сему званию по 3 000 руб. в год, оставляя его и управляющим Экспедицией путей сообщения с тем содержанием, какое по сему месту получает. На месте же его правителем канцелярии Совета быть старшему секретарю оного, надворному советнику Хрущеву.
По прошению, за болезнью, уволен вовсе от службы 4 (16) ноября 1819, с тем пенсионом, который за отлично усердную его службу назначен уже высочайшим рескриптом, данным министру финансов 24 марта (5 апреля) 1812.
Был в отставке с ноября 1819 по март 1820.
Назначен директором Д-та мануфактур и внутренней торговли М-ва финансов 3 (15) марта 1820.  Предшественник — действительный статский советник М. П. Штер, назначенный директором Исполнительного д-та М-ва внутренних дел 14 (26) апреля 1820. Департамент мануфактур и внутренней торговли М-ва финансов — орган управления делами промышленности (кроме горной) и внутренней торговли, правопреемник Главного правления мануфактур (26.06.1808—07.07.1811). До 1819 был в ведении министра внутренних дел, с 4 (16) ноября 1819 в ведении министра финансов. С 11 (23) июля 1828 при департаменте учрежден Мануфактурный совет.
С 28 июля (9 августа) 1822 по 6 (18) января 1834 — председатель Комитета снабжения войск сукнами. Предшественник — действительный статский советник Е. В. Карнеев, назначенный попечителем Харьковского учебного округа 25 июля (6 августа) 1822. Указом от 2 (14) августа 1822, до вступления в должность нового директора Д-та мануфактур и внутренней торговли, действительного статского советника Уварова, исправление оной велено продолжать Серебрякову.
Комитет для снабжения войск сукнами — орган заготовки сукон для казённых нужд ведения Д-та мануфактур и внутренней торговли. Учреждён 15 (27) июня 1816 в Москве взамен упраздненного одновременно Временного для подряда солдатских сукон комитета. Первоначально находился в ведении министра внутренних дел. С 4 (16) ноября 1819 по 2 (14) июня 1854 — в ведении министра финансов. В состав комитета входили: председатель — по назначению императора, секретарь при председателе, старшие и младшие советники, чиновники особых поручений, чиновники канцелярии (правитель канцелярии, его младшие и старшие помощники), бухгалтер и его помощники (старшие и младшие бухгалтера), контролер и его помощники (старшие и младшие контролеры), казначей и его помощник, журналист, экзекутор и архивариус.
Новое назначение Серебрякова состоялось через неделю после рождения в С.-Петербурге младшего его сына Владимира, а в следующем месяце умерла и там же была похоронена жена Серебрякова. Овдовев и переехав с семьей (сыновьями и незамужними дочерями) в Москву, служил в той должности до кончины. C 11 (23) июля 1828 при комитете было учреждено Московского отделение Мануфактурного совета, с возложением на председателя комитета (Д. С. Серебрякова) обязанности председателя отделения. В задачи комитета входило приобретение сукон и каразеи по требованиям Военного и Морского министерств; заключение подрядов на поставку сукон и каразеи; заблаговременный сбор сведений от местных администраций о стоимости сукнодельных материалов и отделки сукон; представление министрам внутренних дел и финансов сведений о поставке необходимого количества сукон и каразеи; представление фабрикантам кредита под поставку сукон; заведование отпускаемыми на приобретение сукон денежными суммами; разрешение споров об излишнем браке сукон; взыскание недоимочных сукон; представление ежемесячных и годовых отчетов в и израсходованных суммах. Фактически Серебряков на протяжении тринадцати лет заведовал заготовкой 2/3 всех производимых в империи шерстяных тканей и распоряжался бюджетом, выделяемым казной на обмундирование сухопутных и морских сил. Нареканий по службе не имел. Комитет упразднен с передачей функций и дел Департаменту мануфактур и внутренней торговли.
В той должности — член военного эскорта государственной церемонии похорон (препровождения) тела императора Александра I: нёс иностранный орден королевского прусского Железного креста, при нем ассистентами надворный советник Северьянов и коллежский асессор Ладыженский. В тех должностях (председателя Комитета снабжения войск сукнами и Московского отделения Мануфактурного совета), по засвидетельствованию начальства о долговременной и ревностной службе его, пожалован в тайные советники 24 июля (5 августа) 1831. Пожалован кавалером ордена Святой Анны 1 степени императорской короной украшенного 14 (26) августа 1833, «во изъявление постоянного внимания Нашего к долговременной, всегда усердной службе вашей»
Умер на службе. Похоронен детьми в московском Покровском монастыре. Преемник — старший советник Комитета снабжения войск сукнами, действительный статский советник Павел Францевич Вагнер, назначенный председателем Комитета 18 (30) января 1834.
Помещик Подольского у., Московской губ.  За ним недвижимое имение в сельце Каменки, 1-го стана, по Московско-Варшавскому шоссе, в 75 верстах от Москвы, в 40 от Подольска, в коем, по 8-й ревизии — 1834, 48 крепостных душ муж. пола. По разделу, имение наследовала незамужняя дочь — девица Аграфена (Агриппина) Дмитриевна Серебрякова (1799—31.07.1872), жившая в том имении: за ней, по 9-й ревизии — 1850, господский дом, 12 крестьянских дворов, крестьян 46 душ муж. пола и 43 женского.
По служебным заслугам, Д. С. Серебряков с сыновьями: Иваном, Алексеем и Василием — определением Московского ДДС в 1836 признан в потомственном дворянстве и внесён в III ч. ДРК Московской губ. Старший сын — Семён Дмитриевич Серебряков, артиллерии полковник, воспитанник Михайловского артиллерийского училища, командир конно-артиллерийской батарейной № 15-го батареи 1-й конно-артиллерийской дивизии, в деле не показан.
Несмотря на достаточное количество доступных дореволюционных и современных источников, до настоящего времени библиография зачастую содержит неполные или недостоверные сведениями о службе Д. С. Серебрякова и близких его родственников, в частности Д. А. Масальского. В научном издании «Екатерина II. Искусство управлять» (М., 2008) Серебряков, в последние годы правления императрицы служивший при штате её фаворита, графа П. А. Зубова, назван «неустановленным лицом».

## Награды
- Орден Святого Владимира 4 степени (22.09.1794)
- Орден Святой Анны 2 степени (02.02.1806)
- Арендное содержание на 12 лет староства Думенковского (Думенецкого), Литинского повета, Подольской губернии (19.05.1809)
- Орден Святого Владимира 3 степени (27.01.1811)
- Орден Святой Анны 1 степени (2.03.1813)
- Знак отличия беспорочной службы за «XL» лет (22.08.1829)
- Орден Святой Анны 1 степени, императорской короной украшенный (14.08.1833)
- Знак отличия беспорочной службы за «XLV» лет (22.08.1833)

## Семья
- Жена — Евпраксия Даниловна Масальская (1777—4 (16) августа 1822), дочь видного кораблестроителя и педагога, действительного статского советника Д. А. Масальского, чьи предки утратили княжеский титул. Венчались в Никольском Богоявленском морском соборе 22 июля (2 августа) 1796[55]. Поручители по женихе: Первого адмиралтейского батальона секунд-майор Михаил Михайлович Зернов; по невесте: отец её родной, Адмиралтейского ведомства корабельный мастер, полковник и кавалер Данила Афанасьев Масальский. Умерла в С.-Петербурге «от горячки» спустя несколько дней после рождения младшего сына Владимира. Была похоронена на Большеохтинском кладбище[56]. Её отец — Д. А. Масальский, был восприемником (крестным отцом) всех детей Е. Д. и Д. С. Серебряковых, а также поручителем при венчании их старших дочерей. После определения на службу по судостроительной части в Коммерц-коллегии (М-ва коммерции, М-ва финансов) пожалован в чин действительного статского советника 13 (25) февраля 1803 и более двадцати лет служил директором и попечителем С.-Петербургского коммерческого судостроительного и мореходного училища в Кронверкской крепости[57] при Конторе Городской верфи С.-Петербурга. За службу на той педагогической должности Масальский был пожалован орденами Святой Анны 2 степени (6.09.1807), украшенного алмазными знаками (14.07.1810), и Святого Владимира 3 степени (08.07.1817) «по засвидетельствованию государственного канцлера об успехах состоящего под вашим начальством при здешней Городской верфи судостроительного училища и о ваших, об оном, попечениях». Внуки кораблестроителя Д. А. Масальского были восстановлены в княжеском титуле в 1862.[58]

В браке Д. С. и Е. Д. Серебряковы имели пять сыновей и шесть дочерей.
В их числе — Алексей Дмитриевич Серебряков (12.04.1809—31.08.1885), тайный советник, чья биография была «утеряна» в следствие библиографической ошибки. Внук Д. А. Масальского, двоюродный брат генерала от артиллерии князя Н. Ф. Масальского. Третий из пяти сыновей Д. С. и Е. Д. Серебряковых. Воспитанник Благородного пансиона при Московском ун-те. Член Попечительного совета заведений общественного призрения в Москве (28.08.1877—31.08.1885), почётный член Московского совета детских приютов (30.12.1859—31.08.1885) и правитель дел совета (1842—31.08.1885), почётный член Совета попечительства о бедных в Москве (30.12.1859—08.01.1875) и правитель дел совета (1844—30.12.1859), секретарь начальника 2-го округа Корпуса жандармов (1835—30.12.1859), директор Московской сохранной казны (02.01.1860—17.02.1864), временно заведующий Голицынской больницей в Москве. Родился в С.-Петербурге. Крещён 17 апреля там же. Восприемники: действительный статский советник и кавалер Даниил Афанасьевич Масальский, сенатского обер-секретаря Ивана Ивановича жена Ирина Логиновна Богаевская. После смерти матери, переехав с отцом в Москву, учился в Благородном пансионе Московского университета вместе со старшим братом Иваном. Его рассуждение — «О добродетели, во всех случаях жизни следующей своим неизменным правилам», было признано лучшим трудом воспитанников старшего отделения высшего класса пансиона за курс 1826 года. За тот же курс награждён золотой медалью, его брат Иван — серебряной. Окончил пансион с правом на чин X класса. Определён коллежским секретарем в ведомство отца 10 (22) апреля 1828, младшим помощником бухгалтера Комитета снабжения войск сукнами, где служил с 1828 по 1834 год. По той должности произведён, за выслугу лет, в титулярные советники. После смерти отца перевёлся секретарем 2-го округа Корпуса жандармов и служил в той должности вплоть до декабря 1859. С учреждением в Москве советов детских приютов (1842) и попечительства о бедных (1844) назначен их делопроизводителем, с оставлением прежней должности. В январе 1860 одним высочайшим приказом по учреждениям ведомства императрицы Марии назначен почётным членом указанных советов и директором Московской сохранной казны, с оставлением должности делопроизводителя Московского совета детских приютов и отчислением от должности секретаря 2-го округа Корпуса жандармов. Коллежский асессор (28.10.1837), коллежский советник (19.04.1842, со ст.), статский советник (15.04.1847; ст. 19.04.1846), действительный статский советник (17.10.1860; ст. 30.09.1860), тайный советник (16.04.1878). Кавалер орденов: Белого Орла (27.12.1880); Святого Владимира 2-й (18.12.1871) и 3-й (29.07.1861); Святой Анны 1-й (22.11.1869), 2-й с императорской короной (11.04.1854), 2-й (03.04.1849); Святого Станислава 1-й (01.01.1866), 2-й с императорской короной (26.08.1856), 2-й (15.04.1845) степеней – и др. высочайших пожалований. В Московском некрополе (Т. 3. С. 96) ошибочно показан год его смерти — 1855 (распространенная опечатка 8 на 5). По этой причине [некий] тайный советник А. Д. Серебряков во всех последующих биобиблиографических словарях показан родившимся в XVIII в. и умершим в середине XIX в. По той же причине он же в справочной библиографии ассоциируется в высшем чинопроизводстве со своим отцом.  По той же причине он же в справочной библиографии ассоциируется с однофамильцем, статским советником Алексеем Николаевичем Серебряковым, сенатским секретарем, а впоследствии многолетним дворянским заседателем Московской уголовной палаты, никогда не служившим делопроизводителем Московского совета детских приютов. Исключен из списков умершим высочайшим приказом по Министерству внутренних дел от 2 (14) октября 1885 за № 38.